# Flughafen Anaa

i7
i11
i13
Der Flughafen Anaa (IATA-Code: AAA, ICAO-Code: NTGA) liegt auf dem Anaa-Atoll im Tuamotu-Archipel in Französisch-Polynesien. Er liegt zwei Kilometer südöstlich des Dorfs Tukuhora.

## Fluglinien und -ziele
- Air Tahiti (Hao Island, Tahiti)